# Jakubkowo (powiat grudziądzki)
Jakubkowo (łac. bona quondam Mathei et Jacobi 1298) – wieś w Polsce położona w województwie kujawsko-pomorskim, w powiecie grudziądzkim, w gminie Łasin.

## Podział administracyjny
W latach 1975–1998 miejscowość należała administracyjnie do województwa toruńskiego.

## Demografia
Według Narodowego Spisu Powszechnego (III 2011 r.) wieś liczyła 251 mieszkańców. Jest dziewiątą co do wielkości miejscowością gminy Łasin.

## Historia
W 1298 r. mistrz krajowy Meinhard von Querfurt nadał na prawie chełmińskim 12 łanów ziemi, należącej niegdyś do Polaków - braci Mateusza i Jakuba, założycielowi Łasina Janowi de Nemore. Według przywileju, Krzyżacy zezwalają na wybudowanie młyna na Łasince i wolne rybołówstwo na tej rzece.

## Straż pożarna
We wsi znajduje się ochotnicza straż pożarna.